# 최영은
최영은(1995년 9월 26일 ~ )는 대한민국의 축구 선수이다. 포지션은 골키퍼이다. 현재 K리그1 대구 FC 소속이다.

## 클럽 경력
과천고등학교와 성균관대학교를 졸업하고 2018년 대구 FC에 입단하며 프로 무대에 입문하였다.
2018년 7월 29일 전북전에서 조현우의 퇴장으로 프로 무대에 데뷔했다. 이후 조현우의 아시안게임 차출로 9경기 연속 주전으로 출장했으며, 8월 26일 강원 FC전에서는 데뷔 첫 클린시트를 성공했다. 9월 16일 FC 서울전에서 또 클린시트를 기록하며 리그 28라운드 베스트일레븐에 선정되었다.
2019년에는 1경기 출장에 그쳐 기회를 잡지 못했다.
2020시즌을 앞두고 주전 골키퍼였던 조현우가 울산으로 이적하며 대구의 주전 골키퍼로 도약이 예상되었다. 하지만 여름 이적시장을 통해 구성윤이 입단하면서 주전경쟁이 불가피해졌으며 결국 구성윤에게 주전자리를 내주었다.

## 수상

### 팀

#### 대구 FC
- FA컵 우승: 2018